# Quién dijo ayer
Quién dijo ayer es un álbum recopilatorio del cantante guatemalteco Ricardo Arjona, publicado por la compañía Sony Music el 17 de agosto de 2007. La producción estuvo a cargo de Arjona, Tommy Torres, Dan Warner y Lee Levin y fue el último álbum del cantante publicado por Sony, antes de firmar con Warner Music Group. Además, fue su primer recopilatorio que incluyó nuevo material en forma de versiones regrabadas de éxitos pasados, en diferentes géneros musicales, con artistas invitados como Panteón Rococó, Marc Anthony, Fernando Otero, Sandro, Marta Sánchez y Eros Ramazzotti.
Quién dijo ayer recibió en general reseñas positivas de los críticos musicales: un periodista lo calificó como uno de los mejores trabajos discográficos que el cantante realizó y elogiaron en general las canciones incluidas en el disco. Desde el punto de vista comercial, llegó a lo alto en Argentina, México y en la lista Latin Pop Albums de Estados Unidos. Asimismo, recibió diversas certificaciones tanto en este último país como en Latinoamérica, como en Argentina y México, donde obtuvo uno y dos discos de platino, respectivamente.
Para su promoción se publicaron dos sencillos nuevos. El primero de ellos, «Quién», cuyo videoclip fue filmado en Las Vegas, alcanzó el cuarto puesto en el conteo de Billboard Latin Pop Songs. El segundo sencillo, «Quiero», ocupó la octava posición en la lista mencionada, mientras que en el conteo Hot Latin Songs alcanzó la decimosegunda. La exmodelo y Miss República Dominicana Massiel Taveras participó en el vídeo que acompañó a la canción, que se filmó en las playas de Samaná. Como reconocimiento, Quién dijo ayer recibió la nominación al mejor álbum de pop vocal masculino en los premios Grammy Latinos 2008, así como en los premios Billboard de la música latina.

## Antecedentes
| «(...) En lugar de sacar un disco inédito saco este. Sucede que el único compilado de canciones viene en el DVD de Solo, y ese fue un ejercicio cinematográfico, no un ejercicio discográfico, y en la compañía, con la ebullición de la piratería, insistieron en que debía hacerlo. Lo hicimos, pero con el sonido de hoy; yo participo como productor». —Ricardo Arjona comentando sobre cómo surgió el álbum recopilatorio. |

En una conferencia de prensa realizada en noviembre de 2007, Arjona declaró, en relación con los temas de Quién dijo ayer: «El ayer es el cúmulo de cosas que nos tienen acá, que nos formaron e hicieron de nosotros lo que somos, para bien o para mal». Asimismo, comentó que era más que una recopilación, y que «tiene las características del típico disco de éxitos. Algunas canciones son las más populares, pero otras son las más importantes en otros sentidos. Les cambiamos un poquito el traje. "Se nos muere el amor" es ahora con piano y flauta, por ejemplo». Por último, declaró que, al principio, era «un disco que comenzó como un experimento, con cierta dosis de informalidad, y de repente, cuando me di cuenta de lo que estaban logrando los productores con canciones que yo había trabajado hace muchos años, el disco acabó siendo muy complicado».
Después de pasar la mayor parte de su carrera con la compañía discográfica Sony y posteriormente con Sony BMG, Arjona firmó un contrato de grabación a largo plazo con Warner Music Group en septiembre de 2008. El presidente de la compañía, Iñigo Zabala, comentó: «Él es un artista que encaja perfectamente con nuestra empresa. Somos un sello que tiene un gran catálogo de compositores y [una] calidad pop y rock de la talla de Maná, Alejandro Sanz, Laura Pausini y ahora, Arjona». Esta salida convirtió a Quién dijo ayer en el último álbum del artista publicado directamente en su sello anterior, y a 5to piso, en el primero distribuido por Warner Music Group.

## Composición

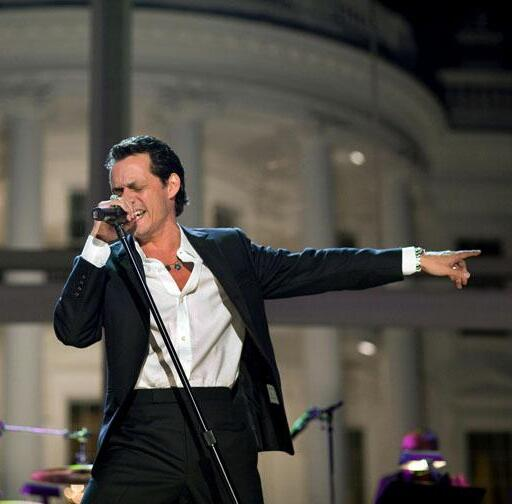
El cantante puertorriqueño Marc Anthony colaboró en la versión salsa de «Historia de taxi».

Para este álbum recopilatorio, Arjona volvió a grabar algunas de sus canciones más antiguas en un estilo diferente de las versiones originales, mientras que otros éxitos fueron remasterizados. «Si el norte fuera el sur» se transformó en una canción de estilo ska, que contó con la participación de Panteón Rococó. El músico de jazz argentino Fernando Otero apareció en la nueva versión de «Jesús, verbo no sustantivo». «Historia de taxi» se transformó en una versión de salsa, en el que el artista colaboró con el cantante estadounidense Marc Anthony. Sergio George, quien también trabajó en el disco, comentó: «Ha sido una interesante experiencia trabajar con dos figuras que vienen de mundos sonoros diferentes, pero que se unen en el interés por hacer buena música. Cada vez que ocurre una reunión de esta índole, es un motivo para celebrar». Arjona también regrabó «Realmente no estoy tan solo» con el cantante Sandro; esta colaboración fue su última grabación, debido a que falleció el 4 de enero de 2010. El representante de Arjona dijo al periódico argentino Clarín: «Se le ocurrió [Arjona] invitar a Sandro, él se entusiasmó y mostró el mismo grado de cariño hacia Arjona. Le pareció un artista que pregona los mismos valores que él pregonó». Por último, contó con la participación de los cantantes Eros Ramazzotti en «A ti» y con Marta Sánchez en el tema «Tarde (sin daños a terceros)». En una conferencia establecida con sus admiradores, Arjona comentó sobre los duetos: «Se dieron de manera casual y nutrieron las canciones. Oí a Panteón Rococó y jamás imaginé mis temas en reggae. Con Ramazzotti fue algo de necio, porque quería cantar a fuerza una canción que no estaba pensada para incluirla, pero le dio un matiz importante. [...] Marc Anthony me salvó la vida».
Además, el álbum incluyó tres nuevas canciones: «Quién» fue compuesta por Arjona y producida por él y Tommy Torres, quien, además, trabajó con el artista en su anterior álbum de estudio, Adentro (2005). La compañía Sony la publicó como el primer sencillo del disco, el 19 de junio de 2007. El cantante comentó, en un comunicado de prensa:

«"Quién" es el mundo fuera de la ventana y la cárcel construida por uno mismo. Es la libertad para escoger el camino y preferir la soledad como argumento a la nostalgia. Es una historia con la prisa de los desesperados; son los flash backs de los que se quedan amando solos. "Quién" es la pregunta que no hay que hacer, pero se hace por el puro placer masoquista de los que piensan que padecer es el único remedio para el olvido».

«Quiero», también compuesta por Arjona, fue publicada en noviembre de 2007. El sitio web ADN Mundo la describió como «bohemia» y «hippie», y sostuvo que es «una historia de amor que no habla de amor, sino de los últimos acontecimientos del mundo en el que vivimos y va a parar a la búsqueda de un individuo que desafía a la nostalgia, buscando el entretenimiento en lo imposible». «Espantapájaros», tercera y última pista nueva, fue compuesta por Arjona y Migue Luna.

## Recepción

### Crítica y reconocimientos
Tras su publicación, Quién dijo ayer obtuvo en general reseñas positivas de los críticos musicales. Jason Birchmeier, de Allmusic, le otorgó cuatro estrellas de cinco y comentó que «mientras que solo un par de las versiones parten estilísticamente de las originales, las producciones contemporáneas infunden nueva vida a estas canciones, que deben ser conocidas por los admiradores desde hace mucho tiempo». Asimismo, elogió a «Quién» y «Quiero»; las describió como «excelentes» y citó que se ajustan a lo correcto junto a todos los éxitos. Por último, concluyó que la calidad de la música que acaba de grabar es «estelar, aunque tal vez demasiado familiar para algunos». El sitio web Netjoven.pe calificó favorablemente a Quién dijo ayer e indicó que es uno de los mejores trabajos discográficos que Arjona ha realizado. Afirmó que está cargado de un «sinnúmero de lujos artísticos que le satisfacen y que dejan de ser egoístas solo en el momento en el que los comparte». Finalizó su reseña comentando: «Es un disco para disfrutar, celebrar y, por qué no, para dejarlo en esos lugares donde se guarda lo que no le pertenece al tiempo, sino al buen gusto». ADN Mundo se fijó en los temas del álbum: describió a «Te conozco» como impecable y al día, mencionó que «Dime que no» evoca a The Beatles y que, en «Historia de taxi», la canta en una versión «inmejorable». Por último, felicitó la producción de «Se nos muere el amor». «Quiero» fue galardonada, junto con otras pistas seleccionadas, como la canción pop/balada del año, otorgada por la American Society of Composers, Authors and Publishers (ASCAP). En 2008, Quién dijo ayer obtuvo una nominación en los premios Grammy Latinos al mejor álbum de pop vocal masculino, como así también en los premios Billboard de la música latina. Sin embargo, en las dos categorías, perdió ante La vida... es un ratico de Juanes.

### Comercial
Quién dijo ayer obtuvo una buena recepción comercial en América. En México, debutó el 12 de agosto de 2007 en el puesto número ocho. Tres semanas después, alcanzó la cima de la lista y permaneció en esa posición dos ediciones consecutivas. Estuvo entre los diez primeros durante 10 semanas, y un total de 46 en la lista. Además, en la lista anual del país, el álbum ocupó la novena posición y fue certificado con disco de platino por la Asociación Mexicana de Productores de Fonogramas y Videogramas (AMPROFON), por la venta de 100 000 copias. En los Estados Unidos, el disco ingresó en las listas latinas de la revista Billboard, aunque también alcanzó el número 59 de la Billboard 200. El 8 de septiembre de 2007, Quién dijo ayer debutó y alcanzó la segunda posición de la lista Top Latin Albums. Permaneció en los diez primeros puestos hasta el 6 de octubre, en el número cinco, mientras que, en total, estuvo veintiséis semanas. Asimismo, la edición especial del álbum ocupó el lugar 55, y en el conteo anual, el 71. Obtuvo un mayor éxito en la lista Latin Pop Albums, donde ingresó directamente en el número uno, la misma edición en la que el álbum entró en el puesto dos de la Top Latin Albums. Hasta el 10 de noviembre de 2007, estuvo presente en los diez primeros lugares de la lista, mientras que permaneció treinta ediciones en total. Por su parte, la edición especial entró en el número diez y estuvo veintinueve semanas en la lista. El 3 de octubre de 2007, la Recording Industry Association of America (RIAA) le otorgó dos discos de platino, tras haber vendido 200 000 copias en los Estados Unidos. Por otro lado, en Argentina, ocupó la primera posición en el conteo mensual de agosto, y en el conteo anual, el número cuatro. La Cámara Argentina de Productores de Fonogramas y Videogramas (CAPIF) certificó a Quién dijo ayer con dos discos de platino por la distribución de 80 000 unidades en dicho país. Por último, obtuvo un notable éxito comercial en los países de Chile, Colombia y Venezuela, donde el material fue premiado con sendos discos de oro, mientras que en América Central obtuvo un disco de platino.

## Publicación y promoción
Quién dijo ayer fue publicado en la mayoría de los mercados como un álbum recopilatorio de dos discos. El primero contiene 16 canciones, de las cuales trece son nuevas versiones de éxitos pasados de Arjona. En este figuran las colaboraciones de Panteón Rococó en «Si el norte fuera el sur», Marc Anthony en «Historia de taxi», Marta Sánchez en «Tarde (sin daños a terceros)», Eros Ramazzotti en «A ti» y Sandro en «Realmente no estoy tan solo». Asimismo, contiene las nuevas canciones «Quién», «Quiero» y «Espantapájaros». En el segundo disco se incluyen las mismas canciones que en el primero, pero con sus versiones originales remasterizadas. En Alemania y Canadá, fue puesta a la venta una edición digital especial, que cuenta con solo seis canciones en el segundo disco digital, en lugar de trece. Los temas incluidos en él fueron «Se nos muere el amor», «Dime que no», «Si el norte fuera el sur», «A ti», «Tu reputación» y «Cuándo». No obstante, en México, también se añadió «Realmente no estoy tan solo», por lo cual, fueron añadidos 7 temas al segundo disco digital en ese país. El álbum también se publicó como una versión única con solo las nuevas versiones y canciones. Por último, en España, se puso a la venta una versión de disco-sencillo físico, que incluye el primer sencillo del álbum 5to piso, «Cómo duele» como pista adicional. La segunda versión no incluye «Espantapájaros» y «Realmente no estoy tan solo».

### Sencillos
El primer sencillo de Quién dijo ayer fue «Quién», publicado el 19 de junio de 2007. Es una canción pop latina, compuesta por el cantante y Tommy Torres. Alcanzó el puesto número 21 en la lista Hot Latin Songs el 25 de agosto de 2007. Obtuvo un mayor éxito comercial en el conteo Latin Pop Songs, donde, en la edición del 11 de agosto, ocupó la cuarta posición. El vídeo musical fue dirigido por Simón Brand y filmado en Las Vegas, Nevada. En él, Arjona recorre las calles de la ciudad, mientras se muestran imágenes de edificios y luces. El segundo y último sencillo, «Quiero», llegó al número doce en los conteos Latin Airplay y Hot Latin Songs, mientras que en el Latin Pop Songs y Tropical Songs, al ocho y once, respectivamente. «Quiero» fue muy popular en los países de Honduras, Nicaragua y Panamá. La filmación del videoclip tuvo lugar en las playas de Samaná y estuvo dirigido por Ricardo Calderón. Además, contó con la participación de la modelo y ex Miss República Dominicana, Massiel Taveras. Ambas canciones fueron interpretadas por Arjona en la gira Quinto piso Tour, en promoción del decimoprimer álbum de estudio del cantante, 5to piso.

## Lista de canciones

### Edición digital
Todas las canciones escritas y compuestas por Ricardo Arjona. 
| Quién dijo ayer |                                                    |          |  |
| N.º             | Título                                             | Duración |  |
| 1.              | «Se nos muere el amor»                             | 5:21     |  |
| 2.              | «Quién»                                            | 4:16     |  |
| 3.              | «Dime que no»                                      | 4:23     |  |
| 4.              | «Quiero»                                           | 4:52     |  |
| 5.              | «Si el norte fuera el sur» (con Panteón Rococó)    | 4:31     |  |
| 6.              | «Te conozco»                                       | 4:29     |  |
| 7.              | «Espantapájaros»                                   | 4:00     |  |
| 8.              | «Historia de taxi» (con Marc Anthony)              | 6:01     |  |
| 9.              | «Tarde (sin daños a terceros)» (con Marta Sánchez) | 4:15     |  |
| 10.             | «Mujeres»                                          | 4:38     |  |
| 11.             | «A ti» (con Eros Ramazzotti)                       | 4:47     |  |
| 12.             | «Tu reputación» (versión reggae)                   | 4:18     |  |
| 13.             | «Señora de las cuatro décadas»                     | 4:23     |  |
| 14.             | «Jesús, verbo no sustantivo» (con Fernando Otero)  | 6:54     |  |
| 15.             | «Cuándo»                                           | 4:44     |  |
| 16.             | «Realmente no estoy tan solo» (con Sandro)         | 4:16     |  |

| Pistas adicionales de iTunes Store |                   |          |  |
| N.º                                | Título            | Duración |  |
| 17.                                | «Animal nocturno» | 3:39     |  |

### Edición estándar
El lanzamiento físico estándar del álbum contiene dos discos con la siguiente lista de canciones.
| Disco 1: Quién Dijo... |                                                    |          |  |
| N.º                    | Título                                             | Duración |  |
| 1.                     | «Se nos muere el amor»                             | 5:21     |  |
| 2.                     | «Quién»                                            | 4:16     |  |
| 3.                     | «Dime que no»                                      | 4:23     |  |
| 4.                     | «Quiero»                                           | 4:52     |  |
| 5.                     | «Si el norte fuera el sur» (con Panteón Rococó)    | 4:31     |  |
| 6.                     | «Te conozco»                                       | 4:29     |  |
| 7.                     | «Espantapájaros»                                   | 4:00     |  |
| 8.                     | «Historia de taxi» (con Marc Anthony)              | 6:01     |  |
| 9.                     | «Tarde (sin daños a terceros)» (con Marta Sánchez) | 4:15     |  |
| 10.                    | «Mujeres»                                          | 4:38     |  |
| 11.                    | «A ti» (con Eros Ramazzotti)                       | 4:47     |  |
| 12.                    | «Tu reputación» (versión reggae)                   | 4:18     |  |
| 13.                    | «Señora de las cuatro décadas»                     | 4:23     |  |
| 14.                    | «Jesús, verbo no sustantivo»                       | 6:54     |  |
| 15.                    | «Cuándo»                                           | 4:44     |  |
| 16.                    | «Realmente no estoy tan solo» (con Sandro)         | 4:16     |  |

| Disco 2: ...Ayer |                                |          |  |
| N.º              | Título                         | Duración |  |
| 1.               | «Se nos muere el amor»         | 4:06     |  |
| 2.               | «Dime que no»                  | 4:24     |  |
| 3.               | «Si el norte fuera el sur»     | 4:54     |  |
| 4.               | «Te conozco»                   | 4:08     |  |
| 5.               | «Historia de taxi»             | 6:42     |  |
| 6.               | «Tarde (sin daños a terceros)» | 4:16     |  |
| 7.               | «Mujeres»                      | 3:27     |  |
| 8.               | «A ti»                         | 4:48     |  |
| 9.               | «Tu reputación»                | 4:47     |  |
| 10.              | «Señora de las cuatro décadas» | 5:04     |  |
| 11.              | «Jesús, verbo no sustantivo»   | 6:47     |  |
| 12.              | «Cuándo» (Versión pop)         | 4:19     |  |
| 13.              | «Realmente no estoy tan solo»  | 3:51     |  |

### Edición especial
| Edición especial |                                                    |          |  |
| N.º              | Título                                             | Duración |  |
| 1.               | «Se nos muere el amor»                             | 5:21     |  |
| 2.               | «Quién»                                            | 4:16     |  |
| 3.               | «Dime que no»                                      | 4:23     |  |
| 4.               | «Quiero»                                           | 4:52     |  |
| 5.               | «Si el norte fuera el sur» (con Panteón Rococó)    | 4:31     |  |
| 6.               | «Te conozco»                                       | 4:29     |  |
| 7.               | «Espantapájaros»                                   | 4:00     |  |
| 8.               | «Historia de taxi» (con Marc Anthony)              | 6:01     |  |
| 9.               | «Tarde (sin daños a terceros)» (con Marta Sánchez) | 4:15     |  |
| 10.              | «Mujeres»                                          | 4:38     |  |
| 11.              | «A ti» (con Eros Ramazzotti)                       | 4:47     |  |
| 12.              | «Tu reputación» (versión reggae)                   | 4:18     |  |
| 13.              | «Señora de las cuatro décadas»                     | 4:23     |  |
| 14.              | «Jesús, verbo no sustantivo»                       | 6:54     |  |
| 15.              | «Cuándo»                                           | 4:44     |  |
| 16.              | «Realmente no estoy tan solo» (con Sandro)         | 4:16     |  |

## Posicionamiento en listas
| País (Lista 2007)                                    | Mejor posición |
| ---------------------------------------------------- | -------------- |
| Argentina                                            | 1              |
| Estados Unidos (Billboard 200)                       | 59             |
| Estados Unidos (Top Latin Albums)                    | 2              |
| Estados Unidos (Top Latin Albums) (Edición especial) | 55             |
| Estados Unidos (Latin Pop Albums)                    | 1              |
| Estados Unidos (Latin Pop Albums) (Edición especial) | 10             |
| México                                               | 1              |

| País (Lista 2007)                 | Posición |
| --------------------------------- | -------- |
| Argentina                         | 4        |
| Estados Unidos (Top Latin Albums) | 71       |
| México                            | 9        |

| País (organismo certificador) | Certificación |
| ----------------------------- | ------------- |
| Argentina (CAPIF)             | 2× Platino    |
| América Central (IFPI)        | Platino       |
| Chile (IFPI — Chile)          | Oro           |
| Colombia (ASINCOL)            | Oro           |
| Estados Unidos (RIAA)         | 2× Platino    |
| México (AMPROFON)             | Platino       |
| Venezuela (AVINPRO)           | Oro           |

## Historial de lanzamientos
| País                 | Fecha                 | Formato(s)       | Discográfica             | Edición(es)                    |
| -------------------- | --------------------- | ---------------- | ------------------------ | ------------------------------ |
| Alemania             | 17 de agosto de 2007  | Descarga digital | Sony Music Entertainment | Versión especial de dos discos |
| Canadá               | 17 de agosto de 2007  | Descarga digital | Sony Music Entertainment | Versión especial de dos discos |
| México               | 17 de agosto de 2007  | Descarga digital | Sony Music Entertainment |                                |
| 21 de agosto de 2007 | Edición estándar      | Descarga digital | Sony Music Entertainment |                                |
| 21 de agosto de 2007 | Argentina             | Descarga digital | Sony Music Entertainment | Edición estándar               |
| 21 de agosto de 2007 | Brasil                | Descarga digital | Sony Music Entertainment | Versión especial de dos discos |
| 21 de agosto de 2007 | España                | Descarga digital | Sony Music Entertainment | Edición especial               |
| 21 de agosto de 2007 | Estados Unidos        | Descarga digital | Sony Music Entertainment | Versión estándar de dos discos |
| Canadá               | 16 de octubre de 2007 | CD               | Sony Music Entertainment | Edición estándar               |
| Estados Unidos       | 21 de agosto de 2007  | CD               | Sony Music Entertainment | Edición estándar               |
| Canadá               | 18 de marzo de 2008   | CD               | Sony Music Entertainment | Edición especial               |
| Estados Unidos       | 18 de marzo de 2008   | CD               | Sony Music Entertainment | Edición especial               |

## Créditos y personal
- Pedro Alfonso: ingeniería, cuarteto de cuerda y violín
- Carlos Álvares: ingeniería
- Ricardo Arjona: voz, arreglo y producción
- Isaías G. Asbun: ingeniería y mezcla
- Pablo Aslan: contrabajo
- Paco Barajas: trombón
- Alberto Barros: trombón
- Tom Bender: asistente
- Robbie Buchanan: piano
- Felipe Bustamante: teclados
- Miguel Bustamante: asistente de producción
- Ricardo Calderón: diseño gráfico y fotografía
- Rodrigo Cardenas: bajo sexto
- Aaron Cruz: contrabajo
- Sal Cuevas: bajo sexto
- Héctor del Curto: bandoneón
- Octavio DeMoraes: bajo sexto y arreglo de coro
- Rodrigo Duarte: violonchelo
- Doug Emery: arreglo de coro, teclados y piano
- Dario Espinosa: bajo sexto
- Benny Faccone: ingeniería
- John Falcone: bajo sexto
- Ernesto Franco: asistente de fotografía
- Isaías García: ingeniería
- Sergio George: arreglo, piano, teclados y producción
- Chris Glandsdorp: violonchelo
- José Gómez: programación
- Mick Guzauski: mezcla
- Julio Hernández: bajo sexto
- Rob Herrera: asistente de producción
- Michael Landau: guitarra eléctrica
- Lee Levin: arreglo, batería, arreglo de coro, ingeniería, percusión, programación y producción
- Erick López: corista
- Vlado Meller: masterización
- Armando Montiel: percusión
- Alfredo Oliva: comediante de concierto
- Fernando Otero: arreglo, piano, producción y estrella invitada
- Joaquín Pizarro: ingeniería
- Eros Ramazzotti: corista y guitarra eléctrica
- Tony Rijos: ingeniería, guitarra eléctrica, guitarra y producción
- Lorena Ríos: coordinación
- Matt Rollings: piano
- Bob St. John: ingeniería
- Marta Sánchez: corista
- Milton Sesenton: piano y producción
- Tom Swift: ingeniería
- Tommy Torres: arreglo de coro, corista, ingeniería, producción y producción vocal
- Dante Vargas: trompeta
- Robert Vilera: bongó, percusión y timbales
- Pete Wallace: teclados y órgano hammond
- Ben Wish: ingeniería y mezcla
- Christian Zalles: ingeniería

Fuentes: Notas de Quién dijo ayer y Allmusic.